# Pokój kłodzki
Pokój kłodzki – pokój między Bolesławem Krzywoustym a księciem czeskim Sobiesławem I, podpisany 30 maja 1137 r. w Kłodzku. Układ kończył długotrwałe, niszczące zwłaszcza dla Śląska wojny między obydwoma krajami i wyznaczał na długie lata granice. Bolesław zachował niemal cały Śląsk z wyjątkiem ziemi opawskiej, która wraz z ziemią kłodzką przypadła Sobiesławowi. Państwo czeskie zrezygnowało z zasądzonego przez cesarstwo w 1054 trybutu ze Śląska.
Takie wyznaczenie granic – dzielących dawne ziemie Golęszyców i pozostawiających dawną domenę Sławnikowiców (tj. ziemię kłodzką) w rękach Przemyślidów – zwiastowało utrwalony w przyszłych stuleciach podział polityczny i narodowościowy.